# Barbara Lewis
Barbara Lewis (Salem, Michigan, 9 februari 1943) is een Amerikaanse zangeres.

## Nummers
- "Hello Stranger" May 1963 - US #3, US R&B #1 (2 wks.)
- "Straighten Up Your Heart" - August 1963 - US #43; b/w "If You Love Her" - US #131
- "Puppy Love" - January 1964 - US #38; b/w "Snap Your Fingers" December 1963 - US #71
- "Baby I'm Yours" - June 1965 - US #11
- "Make Me Your Baby" - September 1965 - US #11
- "Don't Forget About Me" - January 1966 - US #91
- "Make Me Belong To You" - July 1966 - US #28
- "Baby What Do You Want Me To Do" - October 1966 - US #74
- "I'll Make Him Love Me" - April 1967 - US #72

andere vermeldings waardige nummers:
- "My Heart Went Do Dat Da"
- "My Mama Told Me"
- "Think A Little Sugar" (flip side of "Hello Stranger")
- "How Can I Say Goodbye"
- "Spend A Little Time"
- "Someday We're Gonna Love Again"
- "Pushin' A Good Thing Too Far"
- ""I Remember The Feeling (flip side of "Baby What Do You Want Me To Do")
- "Thankful For What I Got"
- "Sho' Nuff (It's Got To Be Your Love)"
- "Love Makes The World Go Round" - a cover of a hit by Deon Jackson
- "On Bended Knee"

- Bibsys: 90949266
- Biblioteca Nacional de España: XX4606109
- Bibliothèque nationale de France: cb139826018 (data)
- Catàleg d'autoritats de noms i títols de Catalunya: 981058511326606706
- Gemeinsame Normdatei: 134570626
- International Standard Name Identifier: 0000 0001 1684 2788
- Library of Congress Control Number: n95048758
- MusicBrainz: 79708fc2-d3ae-4a1f-9514-3e49e8c056b6
- Nationale Bibliotheek van Tsjechië: xx0220587
- Nationale en Universitaire bibliotheek Zagreb: 000068111
- Nederlandse Thesaurus van Auteursnamen: 074461540
- Virtual International Authority File: 90650008
- WorldCat: E39PBJbGRwGTCXkk7GpmbgkqwC